# Kolmodin
Kolmodin är en svensk släkt från Hälsingland, en av Sveriges gamla prästsläkter. Den 31 december 2013 var 305 personer med efternamnet Kolmodin bosatta i Sverige.
Stamfader för släkten är Erik Jonsson från Koldemo by i Arbrå socken i Hälsingland, som levde under slutet av 1500-talet och var sockenlänsman och häradsfogde. Hans två söner upptog släktnamnet efter födelseorten; stamfadern för den äldre Södermanlandsgrenen, Ericus Kolmodinus (cirka 1590–1649), präst och kyrkoherde i Torshälla, samt stamfadern för den yngre Gotlands- och Västergötlandsgrenarna, rektorn och prosten i Simtuna i Uppland, Michael Erici Kolmodin (1597–1677). Till den äldre grenen hör dramatikern Erik Kolmodin, som levde på 1600-talet.
Michael Eriksson Kolmodin var gift med Christina Nilsdotter Emporagria, en kusin till biskop Erik Gabrielsson Emporagrius av prästsläkten Emporagrius. Från denna släktgren släkten kommer psalmförfattaren Israel Kolmodin (1643–1709), psalmförfattaren Olof Kolmodin d.ä. (1690–1753), litteraturhistoriker Olof Kolmodin d.y. (1766–1838), riksdagsmannen Gustaf Kolmodin (1823–1893), teologen Adolf Kolmodin (1855–1928), orientalisten och diplomaten Johannes Kolmodin (1884–1933) samt regissören Ingvar Kolmodin (1907–1959).

## Personer med efternamnet Kolmodin eller Kolmodinus
- Adolf Kolmodin (1855–1928), exeget, professor, väckelseman
- Carl Kolmodin (1876–1963), direktör, vicekonsul
- Carl Olof Kolmodin (1908–1988), direktör, vicekonsul
- Ericus Kolmodinus (1630-talet–1665), dramatisk författare
- Gabriel Kolmodin (1707–1779), präst och riksdagsman
- Gustaf Kolmodin (1823–1893), lantbrukare och politiker
- Gustaf Kolmodin (1893–1975), överste
- Ingvar Kolmodin (1907–1964), kompositör, regissör och förlagsredaktör
- Israel Kolmodin (1643–1709), professor, politiker, superintendent, psalmförfattare
- Johannes Kolmodin (1884–1933), språkvetare och diplomat
- Karin Kolmodin (1879–1944), gift Swenander, miniatyrmålare
- Lorentz Kolmodin (1743–1826), murmästare och arkitekt
- Michael Erici Kolmodin (1597–1677), präst och riksdagsman
- Nicolaus Laurentii Kolmodin (1674–1717), präst
- Olof Kolmodin den äldre (1690–1753), präst
- Olof Kolmodin den yngre (1766–1838), litteraturhistoriker, professor skytteanus
- Rudolf Kolmodin (1896–1978), generallöjtnant
- Sigrid Kolmodin (1881–1968), sångerska och sångpedagog
- Valter Kolmodin (1910–1952), bordtennisspelare